# Pech-Kiefer
Die Pech-Kiefer (Pinus rigida) ist eine Pflanzenart aus der Gattung der Kiefern in der Familie der Kieferngewächse (Pinaceae). Sie ist im östlichen Nordamerika verbreitet.

## Beschreibung

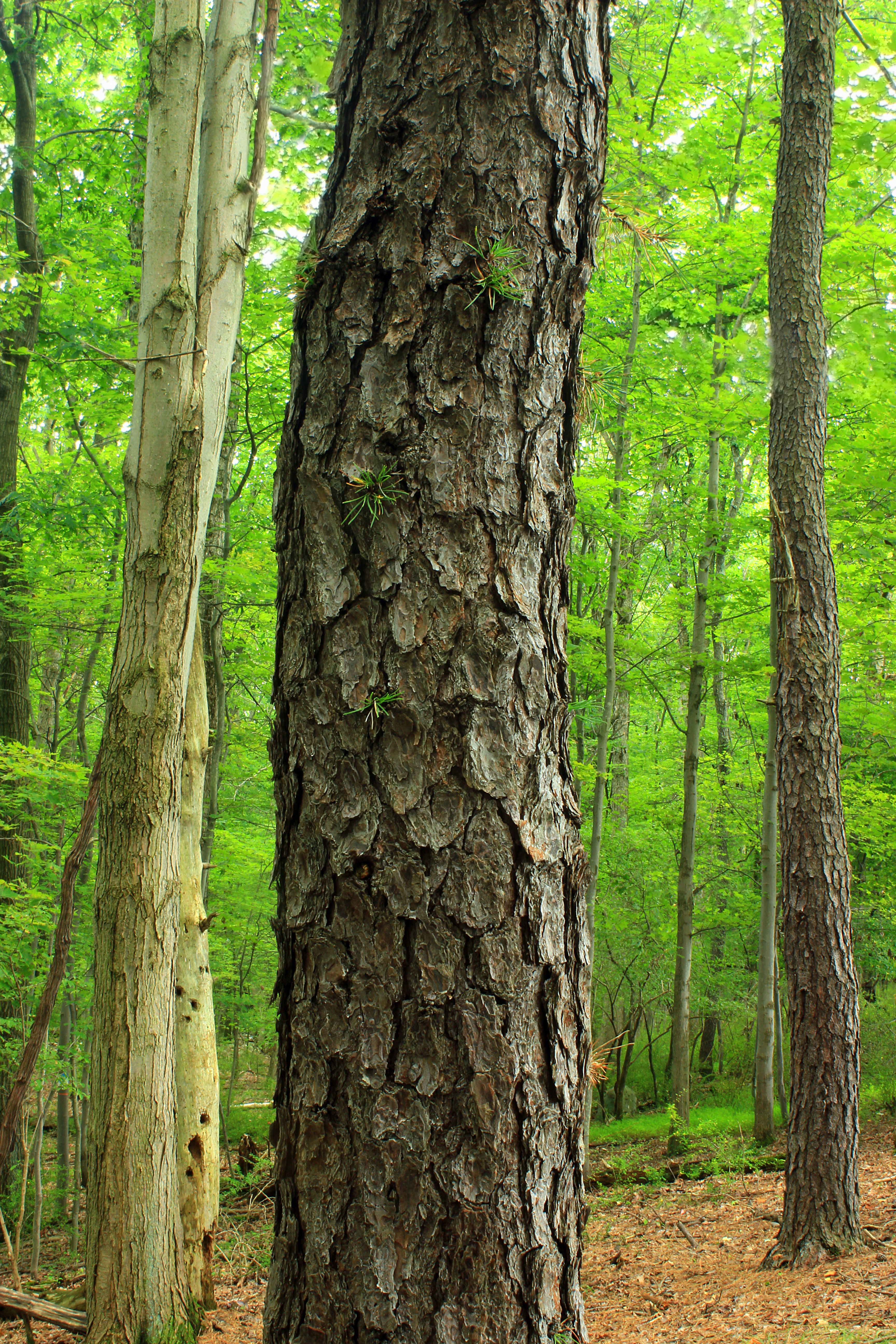
Stamm mit Borke

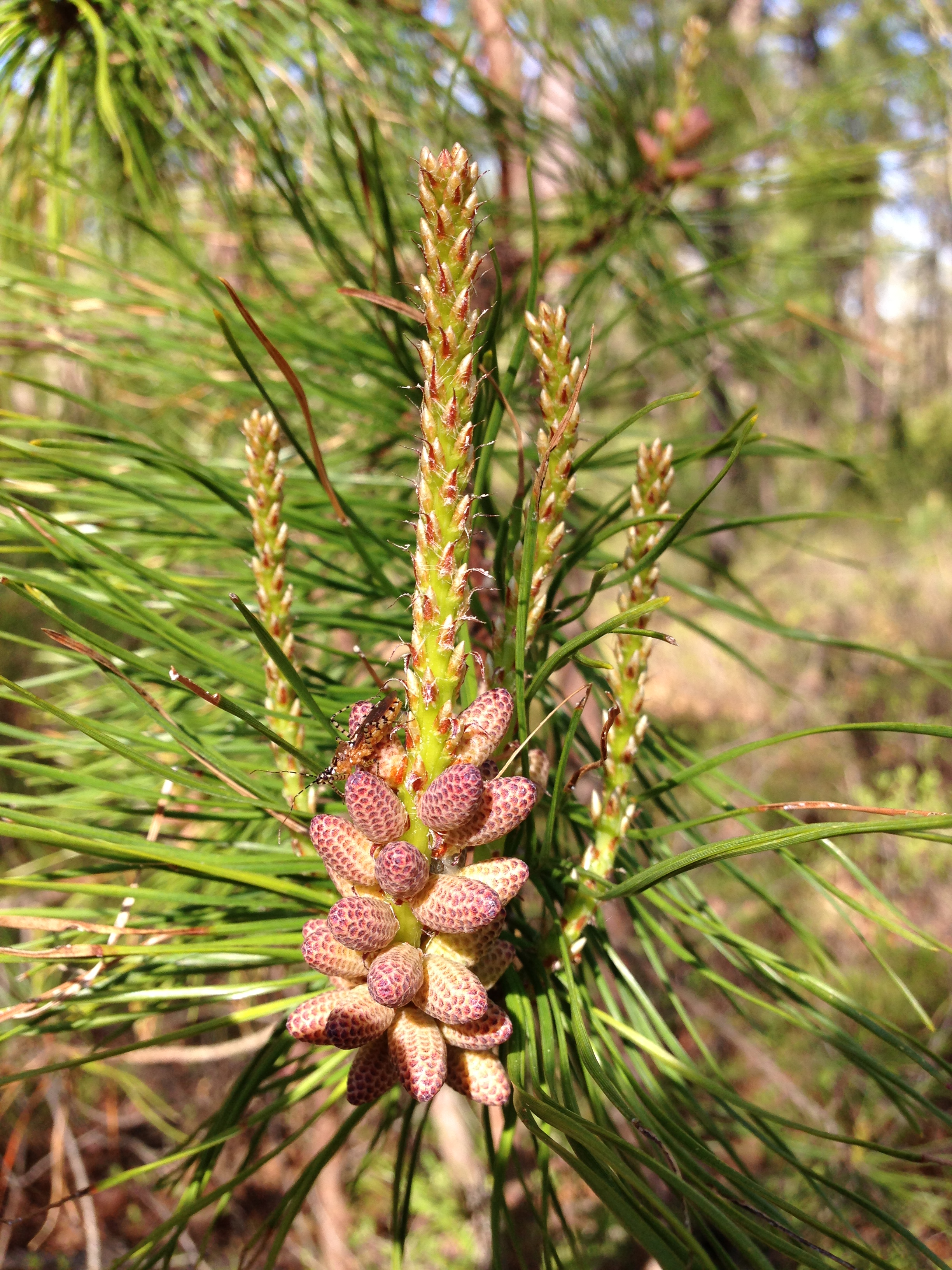
Zweig mit männlichen Blütenzapfen

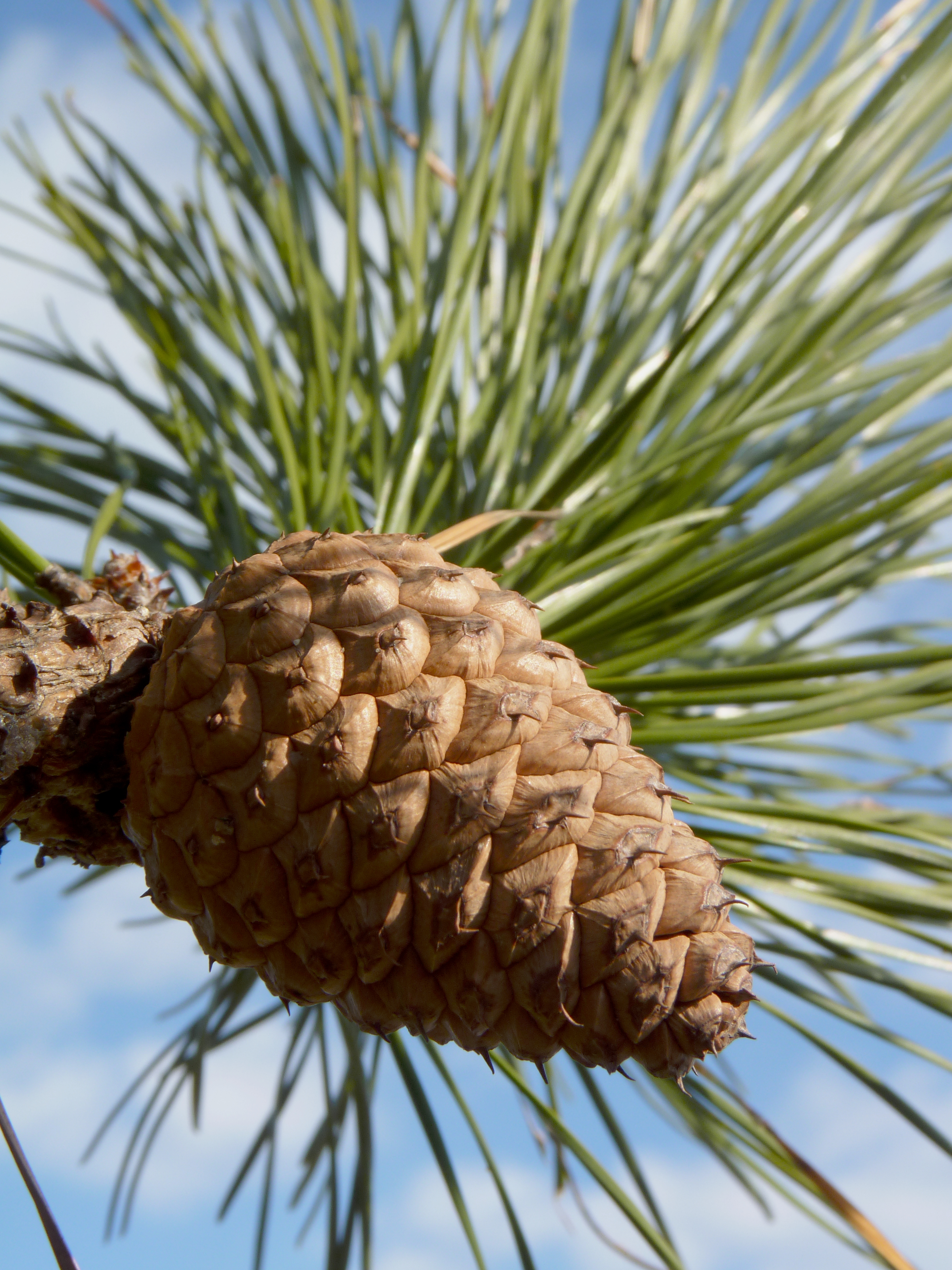
Zapfen

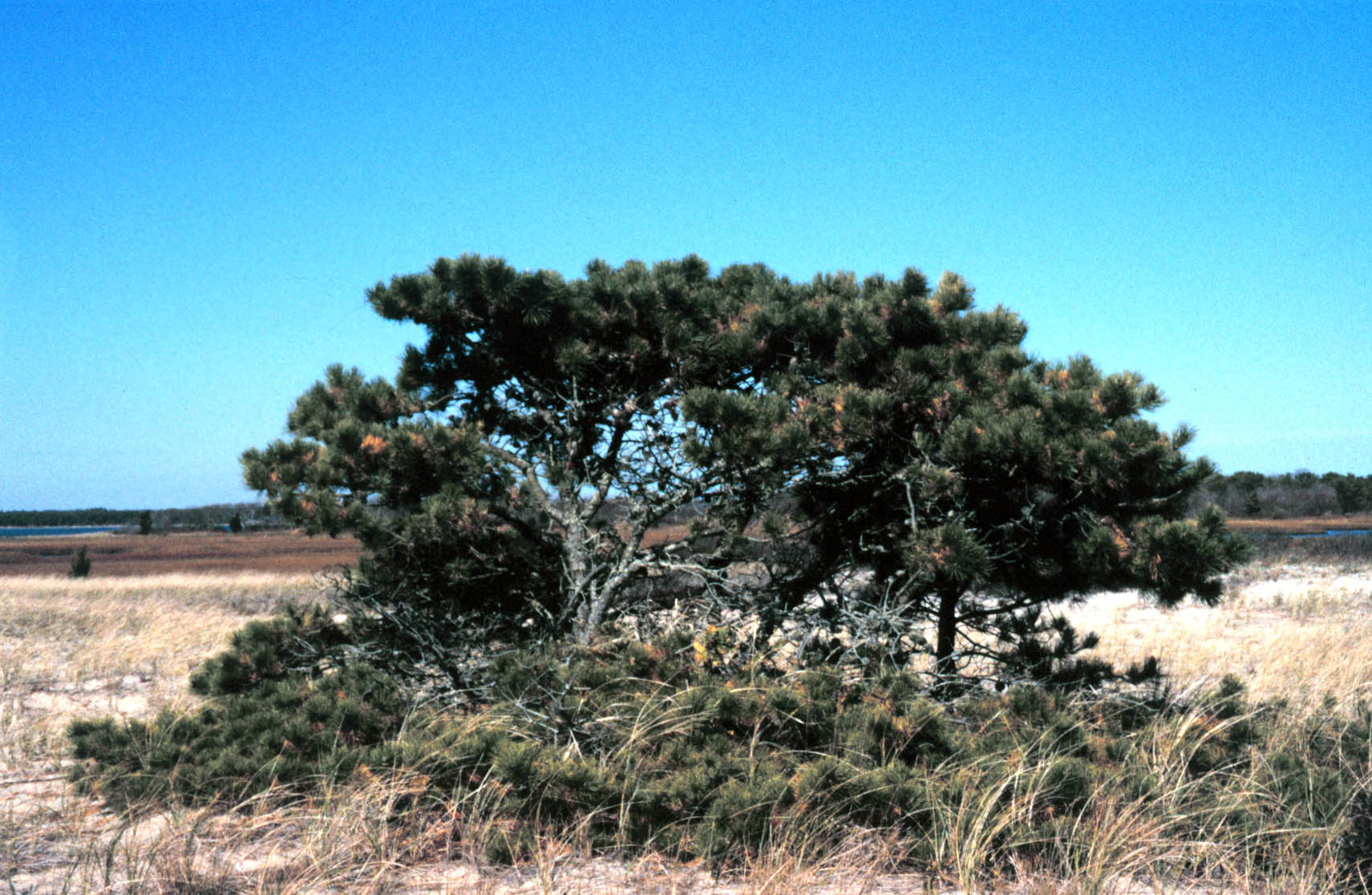
Habitat der Pech-Kiefer in Massachusetts

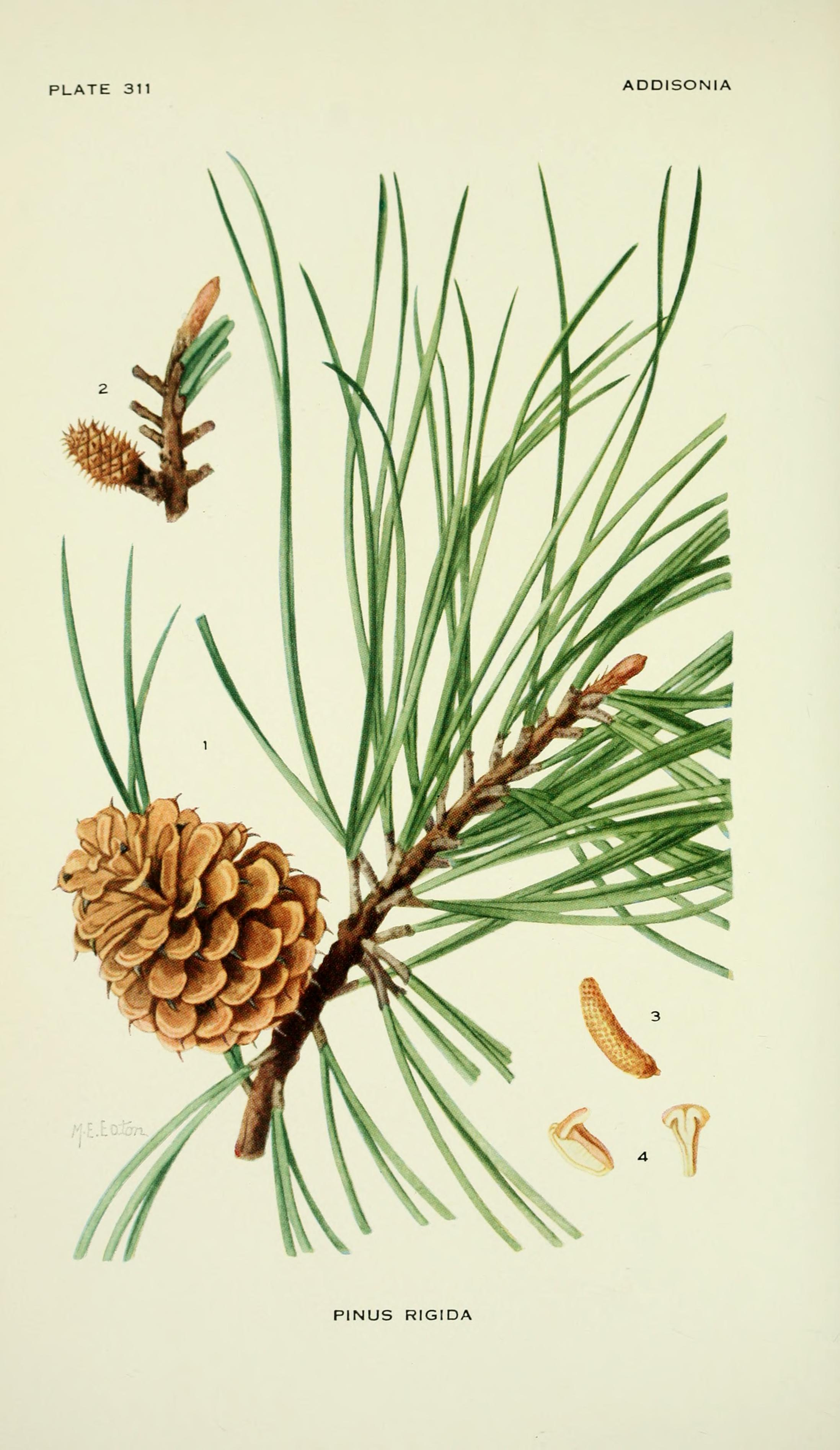
Illustration aus Addisonia - colored illustrations and popular descriptions of plants

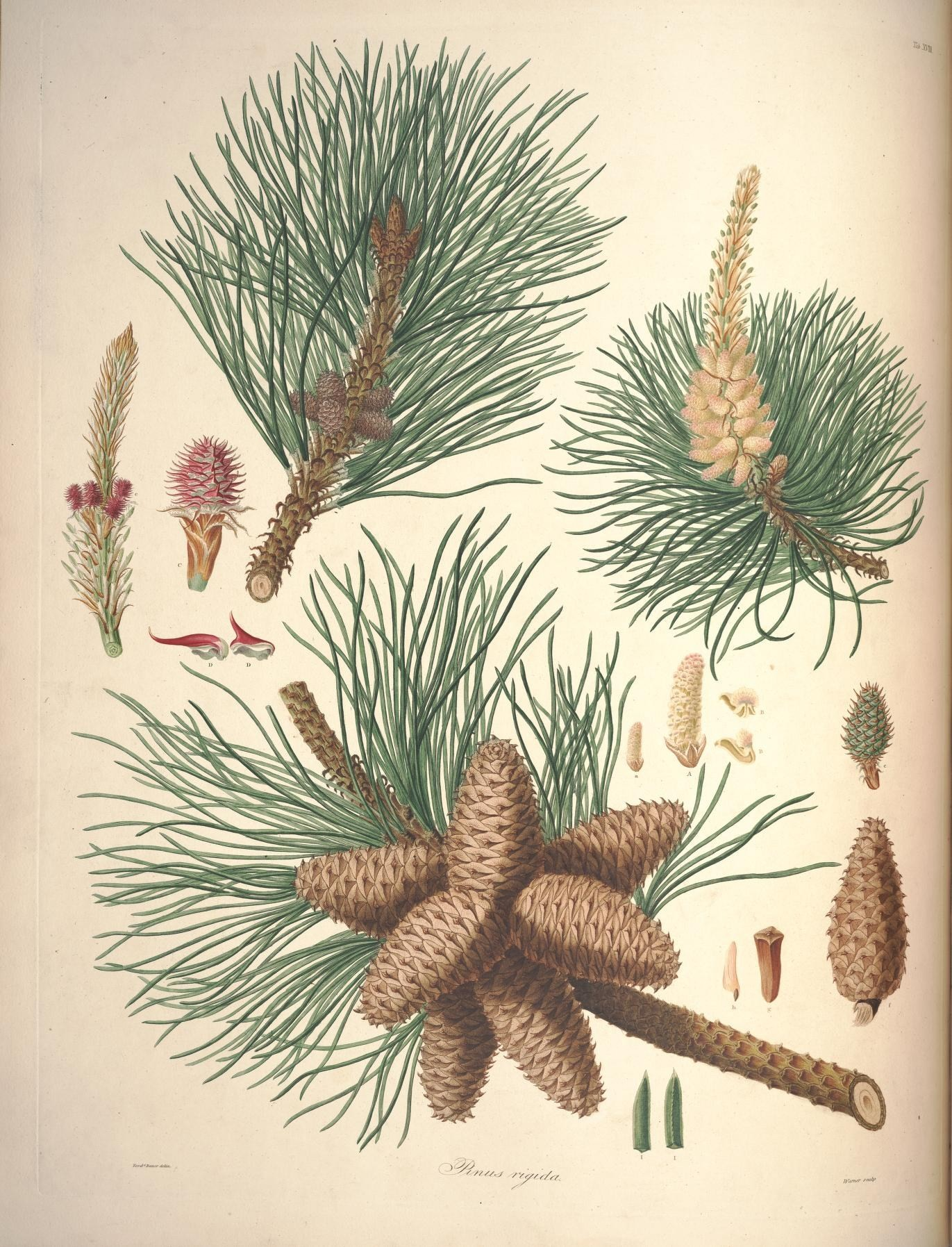
Illustration aus A description of the genus Pinus, Tafel XVIII

### Vegetative Merkmale
Die Pech-Kiefer ist ein immergrüner Baum, der Wuchshöhen bis zu 31 Metern erreicht. Die Krone ist unregelmäßig, breit und gewölbt. Am Stamm befinden sich häufig viele büschelige Adventivknospen. Die Rinde der Zweige ist blass orange-braun.
Die Nadeln stehen in Dreierbündeln und sind 8 bis 9 Zentimeter, an den büscheligen Kurztrieben auch bis zu 12 Zentimeter lang.
Der Baum kann sich nach Bränden durch Stockausschlag erneuern.

### Generative Merkmale
Die Zapfen sind bei einer Länge von 3 bis 5 Zentimetern relativ klein  und zylindrisch; sie bleiben häufig jahrelang am Baum.
Die Chromosomenzahl beträgt 2n = 24.

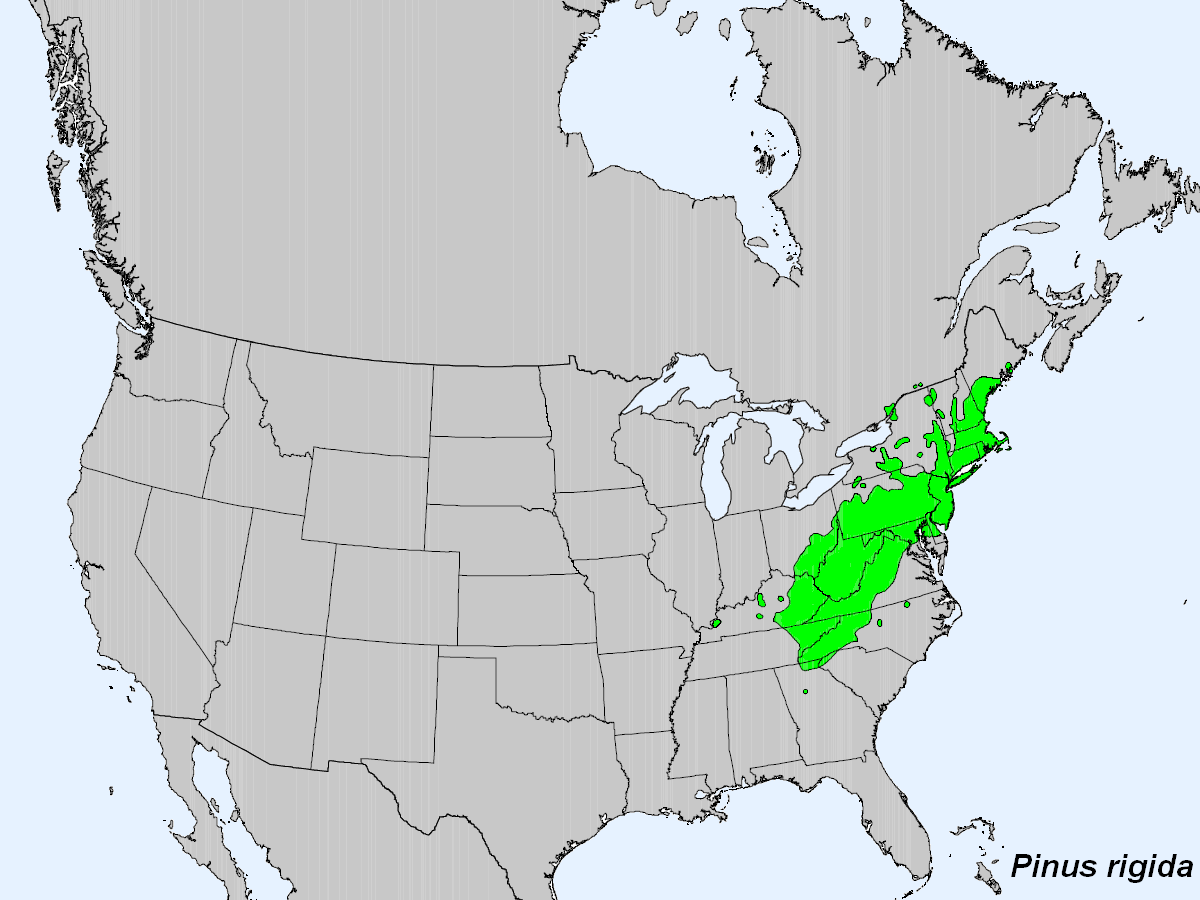
Verbreitungskarte

## Vorkommen
Die Pech-Kiefer ist im östlichen Nordamerika vom südöstlichen Kanada Ontario sowie Québec bis zu den östlichen US-Bundesstaaten Maine, New Hampshire, Vermont, Massachusetts, Rhode Island, Connecticut, New York, New Jersey, Delaware, Pennsylvania, Maryland, Ohio, Virginia, West Virginia, Kentucky, Tennessee, North Carolina, South Carolina sowie Georgia verbreitet.
Sie gedeiht in Nordamerika in Höhenlagen von 0 bis 1400 Metern.

## Taxonomie
Die Erstveröffentlichung von Pinus rigida erfolgte 1768 durch Philip Miller in seinem Werk Gardener's Dictionary, 8. Auflage, Nummer 10. Ein Homonym ist Pinus rigida Hook. & Arn.

## Nutzung
In Mitteleuropa ist sie selten, fast nur in Sammlungen gepflanzt.
Das Holz der Pech-Kiefer (im internationalen Handel als Pitch Pine bezeichnet) gilt als sehr haltbar. Aus dem Holz der Pechkiefer wurden früher unter anderem große Sendetürme gebaut, wie in Mühlacker und Ismaning.